# 拉肖恩·托马斯
拉肖恩·沙奎尔·托马斯（英語：Rashawn Shaquille Thomas，1994年8月15日—）為美國男子籃球運動員，現效力於意大利篮球甲级联赛薩沙里發電機。

## 職業生涯
2018年7月30日，意大利篮球甲级联赛薩沙里發電機簽下托马斯。2019年7月9日，亞得里亞海聯賽貝爾格勒游擊隊與托马斯簽下兩年合約。2021年7月13日，韓國籃球聯賽蔚山現代摩比斯太陽神引進托马斯。托马斯代表蔚山太陽神出賽43場，場均挹注16.6分、9.3籃板、1.8助攻。2021-22賽季結束後蔚山太陽神有意與托马斯續約，但托马斯婉拒與蔚山太陽神續約。2022年7月14日，B1聯賽仙台89人與托马斯達成2022-23賽季合約協議。2023年5月12日，仙台89人與托马斯達成協議，將合約延長至2023-24賽季。2024年12月13日，中国男子篮球职业联赛福建浔兴與托马斯完成簽約，取消註冊乔·杨。2025年1月5日，福建浔兴註冊克里斯·奥贝克帕，取消註冊托马斯。1月29日，托马斯重返薩沙里發電機。

## 外部連結
- 拉肖恩·托马斯在fiba.basketball（英语）
- 拉肖恩·托马斯在NBA G聯盟官網（英语）
- 拉肖恩·托马斯在歐洲籃球聯賽官網（英语）
- 拉肖恩·托马斯在意大利篮球甲级联赛官網（意大利语）
- 拉肖恩·托马斯在亞得里亞海聯賽官網（英语）
- 拉肖恩·托马斯在中国男子篮球职业联赛官網
- 拉肖恩·托马斯在B.LEAGUE官網（日语）
- 拉肖恩·托马斯在Basketball-Reference.com（NBA）（英语）
- 拉肖恩·托马斯在Basketball-Reference.com（NBA G聯盟）（英语）
- 拉肖恩·托马斯在Basketball-Reference.com（國際）（英语）
- 拉肖恩·托马斯在Sports-Reference.com（NCAA）（英语）
- 拉肖恩·托马斯在Eurobasket.com（球員）（英语）
- 拉肖恩·托马斯在Proballers（英语）
- 拉肖恩·托马斯在RealGM（英语）
- 拉肖恩·托马斯在中国篮球数据库